# Cantone di Pouyastruc
Il Cantone di Pouyastruc era una divisione amministrativa dell'arrondissement di Tarbes.
A seguito della riforma approvata con decreto del 25 febbraio 2014, che ha avuto attuazione dopo le elezioni dipartimentali del 2015, è stato soppresso.

## Composizione
Comprendeva i comuni di:
- Aubarède
- Bouilh-Péreuilh
- Boulin
- Cabanac
- Castelvieilh
- Castéra-Lou
- Chelle-Debat
- Collongues
- Coussan
- Dours
- Gonez
- Hourc
- Jacque
- Lansac
- Laslades
- Lizos
- Louit
- Marquerie
- Marseillan
- Mun
- Oléac-Debat
- Peyriguère
- Pouyastruc
- Sabalos
- Soréac
- Souyeaux
- Thuy